# Ostedes coomani
Ostedes coomani là một loài bọ cánh cứng trong họ Cerambycidae.